# 1810-1819
De jaren 1810-1819 (van de christelijke jaartelling) zijn een decennium in de 19e eeuw.

## Belangrijke gebeurtenissen

### Natuurfenomeen
- 1812-1817 : De combinatie van het Dalton-minimum en de uitbarstingen van de vulkanen La Soufrière in de Caraïben (1812) en de Tambora in Indonesië (1815) leiden tot het "jaar zonder zomer" in 1816. In Nederland valt sneeuw in hartje zomer. Misoogsten leiden in 1817 tot hongeroproer in Europa. In Rotterdam worden op grote schaal winkels geplunderd.

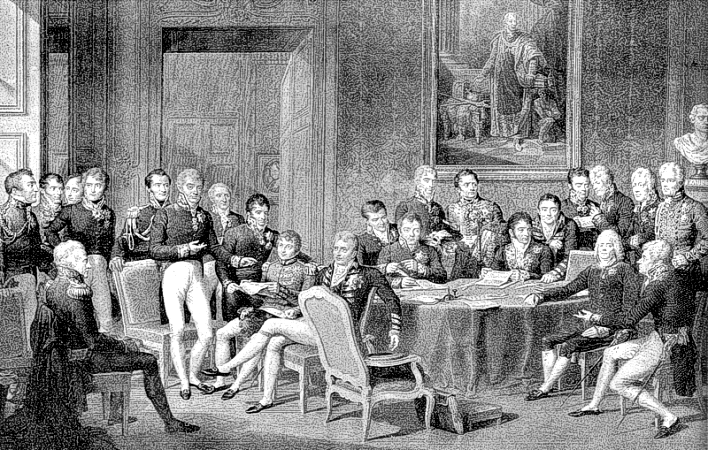
Congres van Wenen

### Coalitieoorlogen
- 1810 : Napoleon Bonaparte huwt met Marie Louise van Oostenrijk, de oudste dochter van keizer Frans I van Oostenrijk.
- 1811 : Tsaar Alexander I van Rusland stapt uit het Continentaal stelsel.
- 1812 : Veldtocht van Napoleon naar Rusland. De Russen passen de tactiek van de verschroeide aarde toe, waardoor het Franse leger grote verliezen lijdt; er blijft slechts een tiende van de 600.000 man over.
- 1813-1814 : Zesde Coalitieoorlog. Rusland, Oostenrijk, Groot-Brittannië, Zweden en Pruisen spannen samen tegen Napoleon.
- 1813 : Slag bij Leipzig. Napoleon trekt zich terug over de Rijn.
- 1814 : Napoleon treedt af en wordt verbannen naar Elba.
- 1814-1815 : Congres van Wenen. Restauratie van oude en invoering van nieuwe vorstenhuizen, honorering dynastieke wensen van het ancien régime. Het Congres van Wenen heeft de sociale verworvenheden van de Franse Revolutie in alle landen ongedaan gemaakt.
- 1815 : Honderd dagen. Napoleon ontsnapt en brengt heel Europa nog eens in rep en roer. De Slag bij Waterloo maakt definitief een einde aan de napoleontische tijd.
- 1815 : Verdrag van Parijs. De bondgenoten bestraffen Frankrijk.
- 1815 : Concert van Europa. Onder leiding van de Oostenrijker Klemens von Metternich wordt er gestreefd naar behoud van de vrede in Europa en machtsevenwicht.
- 1815 : Veertig Duitse staten verenigen zich in de Duitse Bond.
- 1818 : Frankrijk sluit zich aan bij de Quadruple Alliantie.

### Nederlanden

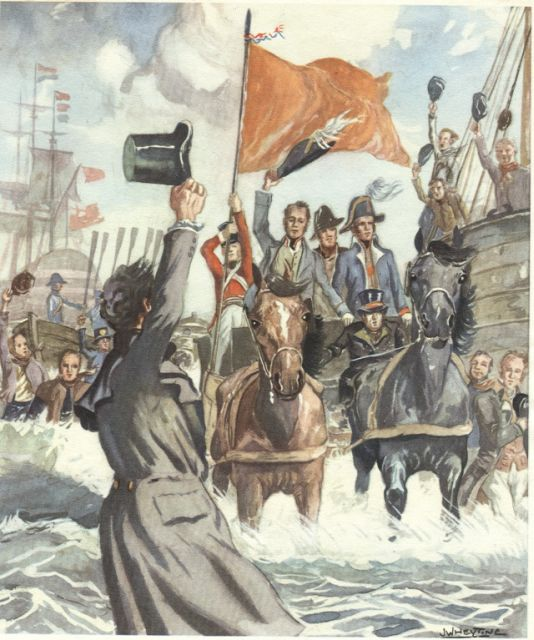
Willem I landt in Scheveningen (1813)

- 1810 : Koning Lodewijk Napoleon wordt afgezet, Nederland wordt door Frankrijk ingelijfd.
- 1811 : De Burgerlijke stand wordt ingevoerd. Napoleon bezoekt de Nederlanden.
- 1812 : Vele Nederlanders worden opgeroepen voor de Grande Armée
- 1813 : november - Een Russisch kozakkenleger aangevoerd door generaal graaf Alexander von Benckendorff bevrijdt het noorden, terwijl de Pruisen het oosten bezetten.
- 1813 - 2 december - Willem I wordt aangesteld als vorst van het Soeverein Vorstendom der Verenigde Nederlanden. Voormalige Prinsgezinden en Patriotten vinden zich in dit constitutioneel vorstendom om een hervatting van hun burgeroorlog te vermijden. Zo begint het tijdperk van het Conciliarisme.
- 1813-1814 : Beleg van Delfzijl. De Fransen verlaten Nederland.
- 1814 : De Nederlandsche Bank wordt opgericht.
- 1815 : Slag bij Waterloo. Napoleon wordt definitief verslagen.
- 1815 : Oprichting van het Verenigd Koninkrijk der Nederlanden.  Het hertogdom Luxemburg wordt samengevoegd met het graafschap Vianden en het hertogdom Bouillon. Het aldus ontstane groothertogdom Luxemburg wordt toegewezen aan Willem I der Nederlanden als compensatie voor de Nassause erflanden, die bij Hessen worden gevoegd.
- 1816 - In Nederland wordt bij de IJkwet het metriek stelsel van maten en gewichten ingevoerd. Bij de invoering van het metrieke stelsel is er een aparte oppervlaktemaat, de are (aangeduid met een a) die 10 m x 10 m = 100 m² meet. Hiervan afgeleid zijn de centiare (1 ca = 1/100 a = 1 m²) en de hectare (1 ha = 100 a = 10.000 m²), ook nog bunder genoemd. Ook het geldstelsel van het nieuwe koninkrijk wordt ingedeeld volgens het decimale stelsel.
- 1817 : Universiteit Gent en de Universiteit van Luik worden opgericht.
- 1818 : De gilden worden afgeschaft.

### Scandinavië
- 1810 : Christiaan August, de gedoodverfde opvolger van de zieke koning Karel XIII van Zweden, sterft. De Franse generaal Jean-Baptiste Bernadotte krijgt het verzoek om regent van Zweden te worden.
- 1812 : Als Napoleon ongevraagd Zweeds-Pommeren bezet, stapt Bernadotte over naar de geallieerden.
- 1814 : Zweeds-Noorse Oorlog. Zweden valt Denemarken, bondgenoot van Napoleon, aan.
- 1814 : Vrede van Kiel. Denemarken staat Noorwegen af aan Zweden.
- 1818 : Koning Karel XIII sterft, Bernadotte volgt hem op als Karel XIV Johan.

### Osmaanse Rijk
- 1813 : Karađorđe, leider van de Eerste Servische Opstand, zoekt steun bij de Filiki Eteria, een geheim Grieks genootschap dat zich ten doel stelde alle christelijke gebieden op de Balkan te bevrijden van de Turken.
- 1815 : Tweede Servische Opstand. Naar aanleiding van een nieuwe Turkse inval in Servië in 1813, breekt in april 1815 een opstand uit. Aan het hoofd van de Servische troepen staat Miloš Obrenović. In december van dat jaar wordt hij door Mahmut II als vorst van Servië erkend met beperkte autonomie.
- 1817 : Karađorđe wordt vermoord, dit is het begin van een strijd tussen de families Karađorđevic en Obrenovic, die nog ruim een eeuw zouden duren.

### Noord-Amerika
- 1812-1815 : De spanning in verband met handel en de krachtmetingen op zee leiden tot een Brits-Amerikaanse oorlog.
- 1815 : Vrede van Gent maakt een einde aan de oorlog.
- 1816-1819 : Eerste Seminole oorlog. Conflict tussen Indianen uit Florida en het Amerikaanse leger.
- 1819 : Adams-Onísverdrag. De grens tussen de Verenigde Staten en Nieuw-Spanje wordt vastgelegd.

### Latijns-Amerika
- 1810 : De Spaans-Amerikaanse onafhankelijkheidsoorlogen zetten zich verder.

### Slavenhandel en kolonies
- 1811-1816 : Invasie van Java. Nederlands-Indië wordt door de Engelsen in bezit genomen en bestuurd door Stanford Raffles als luitenant-gouverneur. Het landrentestelsel vervangt het handelsmonopoliesysteem van gedwongen leveringen, diensten en contingenten van de vroegere VOC.
- 1814 : Verdrag van Londen. Nederland verliest de helft van Nederlands-Guiana, de Kaapkolonie en Ceylon aan de Britten.
- 1818 - Brits-Nederlands verdrag ter wering van de slavenhandel. Dit is een Britse voorwaarde voor de teruggave van Nederlands-Indië.

## Scheepvaart
- Graaf Rumyantsev financiert de eerste Russische maritieme vaart rond de aarde onder de gezamenlijke leiding van Adam Johann von Krusenstern en Nikolai Rezanov van 1803 tot 1806, en financierde en leidde later de reis van de circumnavigatie van de Riurik van 1814 tot 1816, die aanzienlijke wetenschappelijke informatie over de fauna en flora van Alaska en Californië verschaft, en belangrijke etnografische informatie over de Indianen van Alaska en Californië.

### Centraal-Azië
- 1817 : Begin van de Russische invasie van de Kaukasus.

### Afrika
- In de vijfde Grensoorlog lukt het de Xhosa niet om het in 1812 door de Britse kolonisten gestichte Grahamstad te verwoesten. Na dit succes komt de Britse immigratie in de Kaapkolonie pas goed op gang.

### Wetenschap en technologie
- 1811-1813 : Opkomst van het luddisme. De luddieten saboteren in fabrieken en vernielen de machines. Het Engelse leger wordt ingezet om fabrieken te bewaken en de luddieten te bestrijden. Nieuwe wetten bepalen strenge straffen voor industriële sabotage.
- De houtvester Karl von Drais knutselt in zijn vrije tijd nieuwe voertuigen in elkaar. Tijdens het Congres van Wenen in 1814 demonstreert hij een wagentje dat door menskracht wordt voortbewogen: de draisine. In 1817 heeft hij zijn loopfiets klaar.
- 1819 - Uitvinding van het zogenaamde 'nachtschrift' door de Franse artillerieofficier Charles Barbier, voor nachtelijke communicatie door het leger in oorlogstijd. Zie ook Braille.
- 1819 - De Savannah steekt als eerste schip met een stoommachine de Atlantische Oceaan over, echter het grootste deel van de route wordt zeilend afgelegd.
- In 1815 publiceert de Engelse landmeter William Smith de eerste geologische kaart van Groot-Brittannië. Hij heeft ontdekt dat door gebruik te maken van verschillende kleuren geologische lagen op een kaart kunnen worden aangegeven. In 1817 komt hij met een geologisch oost-westprofiel door Engeland en Wales, van Londen tot de Snowdon. Hij wordt geboycot door de (adellijke) leden van de Royal Society, die zijn resultaten zonder bronvermelding onder eigen naam publiceren. Smith wordt failliet verklaard en zit tot 1819 in de gevangenis.
- De Fransman Jean-Baptiste de Lamarck is de eerste die sterk onderscheid maakt in gewervelde en ongewervelde dieren. Zijn hoofdwerk: Animaux sans Vertèbres (1815-1822). Hij is ook de eerste die het woord "biologie" gebruikt.

## Kunst en cultuur

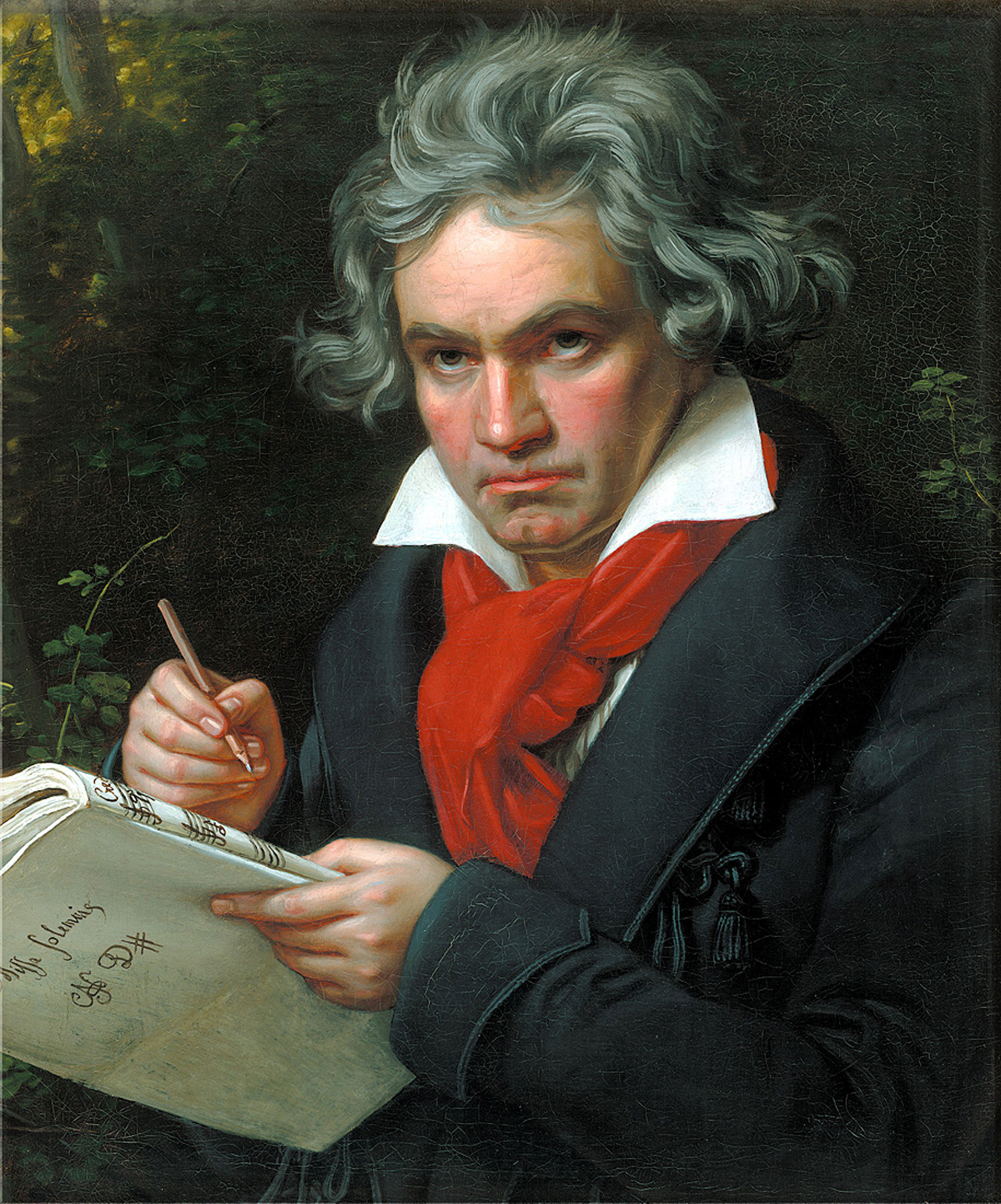
Ludwig van Beethoven

- 1811 : Regency. Koning George III wordt buiten staat van regeren verklaard. Kroonprins George wordt regent. Een nieuwe modetrend vindt plaats.
- 1817 - Raffles publiceert standaardwerk The history of Java.
- 1818 - Ludwig van Beethoven geeft zijn Hammerklaviersonate uit (nr. 29 opus 106).
- De gebroeders Grimm beginnen met het verzamelen en uitgeven van Duitse volkssprookjes. Ze worden daarbij geholpen door een legertje van vrijwillige veldwerkers.
- E.T.A. Hoffmann schrijft de Vertellingen die later componisten als Jacques Offenbach zullen inspireren.

<< · 1810 · 1811 · 1812 · 1813 · 1814 · 1815 · 1816 · 1817 · 1818 · 1819 · >>
<< · 1800-1809 · 1810-1819 · 1820-1829 · 1830-1839 · 1840-1849 · 1850-1859 · 1860-1869 · 1870-1879 · 1880-1889 · 1890-1899 · >>